# شيري غلاسر
شيري غلاسر (بالإنجليزية: Sherry Glaser)‏ هي ممثلة أمريكية، ولدت في 6 يونيو 1960 في لونغ آيلند في الولايات المتحدة. من الجوائز التي نالتها جائزة المسرح العالمي سنة 1994.

## جوائز
- جائزة المسرح العالمي (1994)

## وصلات خارجية
- الموقع الرسمي
- شيري غلاسر على موقع قاعدة بيانات برودواي على الإنترنت (الإنجليزية)